# Clearmont (Missouri)
Clearmont – miasto w Stanach Zjednoczonych, w stanie Missouri, w hrabstwie Nodaway.